# Планински крем
Планинският крем (Lilium jankae), наричан още „самодивско лале“ и „янкиев крем“, е многогодишно луковично тревисто растение, разпространено в западна и средна Стара планина, Руй, Витоша, Беласица, Милевска планина, Конявска планина, Знеполе, Рила и Западни Родопи. Жълтият планински крем расте по тревисти места и скални полянки, на силикатен и варовит терен. Цъфти през юни – юли. Застрашен е от косенето на ливадите, пашата на добитък и унищожаването от туристи. Видът е Балкански ендемит, защитен вид и е включен в Червената книга на България. То е с много интересна форма, придава нежен вид и хармония.
Изправеното, високо до 1 метър стъбло е облистено с многобройни последователни ланцетни листа, а на върха си носи по един, по-често 2 – 3 (дори до 5) златисто-жълти едри цветове. Околоцветните листчета са силно извити назад и отвътре са напръскани с кафяви петънца. Тежките керемиденочервени прашникови торбички са увиснали на дълги дръжки, а между тях се подава триделно оранжево близалце. Стъблото е много жилаво и при опит да се откъсне, се изтръгва до самата луковица, така че тя е обречена на загиване.
Има силна и неприятна миризма, с която привлича опрашителите си.
Планинският крем е балкански субендемит – освен в Сърбия и България вирее и в Карпатите. Във Витоша се среща около Резньовете, около Черни връх и в резерват Торфено бранище.